# Dannemarie (Yvelines)
Pour les articles homonymes, voir Dannemarie.
Dannemarie est une commune française située dans le département des Yvelines en région Île-de-France.

## Géographie

### Situation
La commune de Dannemarie est à environ 8 kilomètres au sud d'Houdan.
Elle est à la limite des Yvelines et de l'Eure-et-Loir. La rue de champagne est d'ailleurs séparée en deux parties : l'une dans le 28 et l'autre dans le 78.

### Communes limitrophes
- Maulette
- Bourdonné
- Boutigny-Prouais (Eure-et-Loir).

### Voies de communication et transports

#### Réseau routier
Rue de la mairie ; rue de dollainville ; route de champagne ; rue de Chaudejoute ; rue de Saint-Côme.

#### Desserte ferroviaire
La gare la plus proche est celle de la commune de Houdan

#### Bus
La commune est desservie par les lignes 16 et 65 du réseau de bus Centre et Sud Yvelines.

### Climat
Pour des articles plus généraux, voir Climat de l'Île-de-France et Climat des Yvelines.
En 2010, le climat de la commune est de type climat océanique dégradé des plaines du Centre et du Nord, selon une étude du CNRS s'appuyant sur une série de données couvrant la période 1971-2000. En 2020, Météo-France publie une typologie des climats de la France métropolitaine dans laquelle la commune est dans une zone de transition entre le climat océanique et le climat océanique altéré et est dans la région climatique Sud-ouest du bassin Parisien, caractérisée par une faible pluviométrie, notamment au printemps (120 à 150 mm) et un hiver froid (3,5 °C).
Pour la période 1971-2000, la température annuelle moyenne est de 10,5 °C, avec une amplitude thermique annuelle de 14,3 °C. Le cumul annuel moyen de précipitations est de 643 mm, avec 10,7 jours de précipitations en janvier et 7,8 jours en juillet. Pour la période 1991-2020, la température moyenne annuelle observée sur la station météorologique la plus proche, située sur la commune de Bû à 9 km à vol d'oiseau, est de 11,4 °C et le cumul annuel moyen de précipitations est de 633,2 mm,. Pour l'avenir, les paramètres climatiques de la commune estimés pour 2050 selon différents scénarios d'émission de gaz à effet de serre sont consultables sur un site dédié publié par Météo-France en novembre 2022.

## Urbanisme

### Typologie
Au 1er janvier 2024, Dannemarie est catégorisée commune rurale à habitat dispersé, selon la nouvelle grille communale de densité à sept niveaux définie par l'Insee en 2022.
Elle est située hors unité urbaine. Par ailleurs la commune fait partie de l'aire d'attraction de Paris, dont elle est une commune de la couronne,. Cette aire regroupe 1 929 communes,.

### Occupation des solssimplifiée
Le territoire de la commune se compose en 2017 de 88,74 % d'espaces agricoles, forestiers et naturels, 5,64 % d'espaces ouverts artificialisés et 5,62 % d'espaces construits artificialisés.

## Toponymie
Le nom de la localité est attesté sous les formes Dominica Maria, Dampnemarie en 1382.
Dannemarie est un hagiotoponyme caché. Dominica Maria, le culte des saints se développe à l’époque carolingienne (751-987) et les premières désignations se font à l’aide de dominus, contracté en domnus puis dom, don, dam, titre qui était donné au seigneur dont on attendait la protection et qui a pris à cette époque le sens de “ saint ”,.

## Politique et administration

### Liste des maires
| Période                                  | Période  | Identité           | Étiquette | Qualité |
| ---------------------------------------- | -------- | ------------------ | --------- | ------- |
| Les données manquantes sont à compléter. |          |                    |           |         |
| mars 1995                                | 2008     | Christian Barjot   |           |         |
| mars 2008                                | 2014     | Jean-Pierre Gilard |           |         |
| mars 2014                                | En cours | Jean-Pierre Gilard |           |         |

### Instances administratives et judiciaires
La commune de Dannemarie appartient au canton de Bonnières-sur-Seine et est rattachée à la communauté de communes du pays Houdanais.
Sur le plan électoral, la commune est rattachée à la neuvième circonscription des Yvelines, circonscription à dominante rurale du nord-ouest des Yvelines.
Sur le plan judiciaire, Dannemarie fait partie de la juridiction d’instance de Mantes-la-Jolie et, comme toutes les communes des Yvelines, dépend du tribunal de grande instance ainsi que de tribunal de commerce sis à Versailles,.

## Population et société

### Démographie

#### Évolution démographique
L'évolution du nombre d'habitants est connue à travers les recensements de la population effectués dans la commune depuis 1793. Pour les communes de moins de 10 000 habitants, une enquête de recensement portant sur toute la population est réalisée tous les cinq ans, les populations de référence des années intermédiaires étant quant à elles estimées par interpolation ou extrapolation. Pour la commune, le premier recensement exhaustif entrant dans le cadre du nouveau dispositif a été réalisé en 2005.

En 2022, la commune comptait 226 habitants, en évolution de +13,57 % par rapport à 2016 (Yvelines : +2,72 %, France hors Mayotte : +2,11 %).
| 1793 | 1800 | 1806 | 1821 | 1831 | 1836 | 1841 | 1846 | 1851 |
| ---- | ---- | ---- | ---- | ---- | ---- | ---- | ---- | ---- |
| 86   | 74   | 99   | 88   | 89   | 89   | 103  | 103  | 91   |

| 1856 | 1861 | 1866 | 1872 | 1876 | 1881 | 1886 | 1891 | 1896 |
| ---- | ---- | ---- | ---- | ---- | ---- | ---- | ---- | ---- |
| 101  | 84   | 99   | 92   | 87   | 75   | 87   | 79   | 76   |

| 1901 | 1906 | 1911 | 1921 | 1926 | 1931 | 1936 | 1946 | 1954 |
| ---- | ---- | ---- | ---- | ---- | ---- | ---- | ---- | ---- |
| 80   | 76   | 75   | 82   | 79   | 71   | 94   | 75   | 90   |

| 1962 | 1968 | 1975 | 1982 | 1990 | 1999 | 2005 | 2006 | 2010 |
| ---- | ---- | ---- | ---- | ---- | ---- | ---- | ---- | ---- |
| 74   | 64   | 66   | 141  | 266  | 261  | 249  | 244  | 242  |

| 2015 | 2020 | 2022 | - | - | - | - | - | - |
| ---- | ---- | ---- | - | - | - | - | - | - |
| 204  | 217  | 226  | - | - | - | - | - | - |

#### Pyramide des âges
En 2018, le taux de personnes d'un âge inférieur à 30 ans s'élève à 25,8 %, soit en dessous de la moyenne départementale (38,0 %). À l'inverse, le taux de personnes d'âge supérieur à 60 ans est de 32,2 % la même année, alors qu'il est de 21,7 % au niveau départemental.
En 2018, la commune comptait 101 hommes pour 101 femmes, soit un taux de 50,00 % de femmes, légèrement inférieur au taux départemental (51,32 %).
Les pyramides des âges de la commune et du département s'établissent comme suit.
| Hommes | Classe d’âge | Femmes |
| ------ | ------------ | ------ |
| 0,9    | 90 ou +      | 0,0    |
| 3,7    | 75-89 ans    | 6,5    |
| 28,4   | 60-74 ans    | 25,0   |
| 22,9   | 45-59 ans    | 24,1   |
| 20,2   | 30-44 ans    | 16,7   |
| 9,2    | 15-29 ans    | 7,4    |
| 14,7   | 0-14 ans     | 20,4   |

| Hommes | Classe d’âge | Femmes |
| ------ | ------------ | ------ |
| 0,6    | 90 ou +      | 1,4    |
| 6      | 75-89 ans    | 7,8    |
| 13,5   | 60-74 ans    | 14,8   |
| 20,7   | 45-59 ans    | 20,1   |
| 19,6   | 30-44 ans    | 19,9   |
| 18,5   | 15-29 ans    | 16,8   |
| 21,2   | 0-14 ans     | 19,2   |

### Enseignement
Les élèves de Dannemarie sont scolarisés sur la commune de Houdan dès la maternelle.

### Sports
Dannemarie dispose d'un complexe sportif composé d'un court de tennis, d'un terrain de football, d'une salle avec table de ping-pong et d'un terrain pour pratiquer le basket. Il existe une association sportive exploitant ce complexe (ASD). Activités : course à pied, marche accélérée, marche, gym et tennis. Son président : Bruno Bellanger.

### Activités festives
Le comité des fêtes de Dannemarie organise des sorties tout au long de l'année. Il existe principalement une foire-à-tout se déroulant tous les ans sur le terrain communal, durant le mois de juin.

## Culture locale et patrimoine

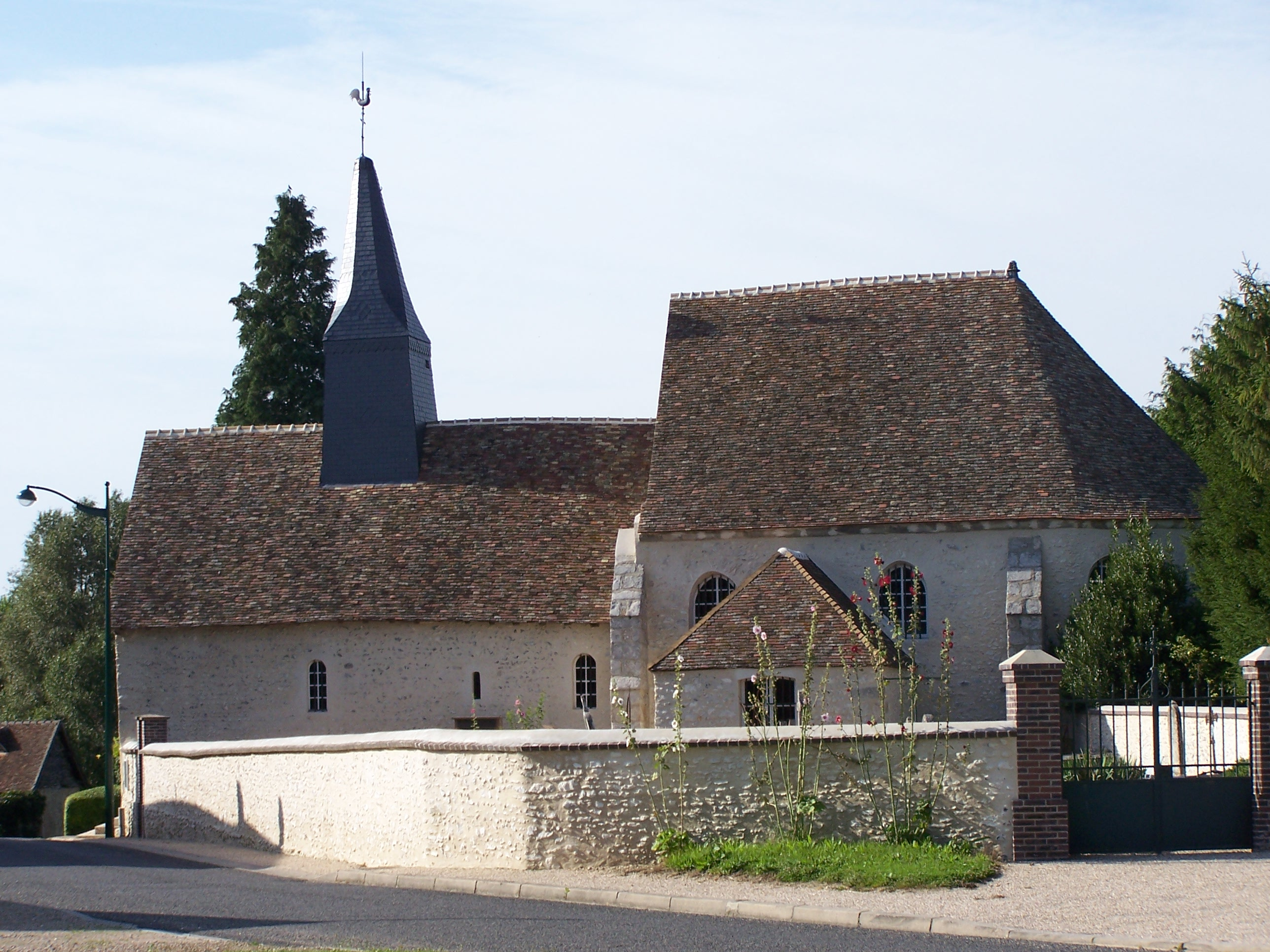
L'église Sainte-Anne.

### Lieux et monuments
- L'église paroissiale Sainte-Anne offre un Dit des trois morts et des trois vifs, représentation murale montrant trois jeunes gentilshommes interpellés dans un cimetière par trois morts qui leur rappellent la brièveté de la vie et l'importance du salut de leur âme.